# Ignacio Ramos
Ignacio R. Ramos, detto Ning (... – 22 giugno 2012), è stato un cestista e allenatore di pallacanestro filippino.

## Carriera
Ha disputato i Giochi asiatici del 1951 e del 1954, vincendo due medaglie d'oro.
È stato inoltre l'allenatore delle Filippine ai Campionati asiatici del 1971 e ai Giochi della XX Olimpiade.